# USA-193
USA-193もしくはNRO launch 21 (NROL-21またはL-21) は2006年に打ち上げられたアメリカ合衆国の偵察衛星。ユナイテッド・ローンチ・アライアンスが打ち上げを担当した。アメリカ国家偵察局 (NRO) の所有するこの軍事衛星の正確な機能・目的は機密情報となっている。
衛星は軌道投入に成功したものの、直後に不具合が発生し、14か月後の2008年2月21日に弾道ミサイル防衛システムであるSM-3を用いて破壊された。2007年1月に行われた中国による人工衛星破壊実験と合わせ、大国による新たな宇宙開発競争の一部であると見なすメディアも存在する。

## 設計
USA-193はNROのプロジェクトである将来画像アーキテクチャーの一部として計画された。1997年に開始されたこのプロジェクトは、予算に配慮した上で既存の画像、レーダー偵察衛星を置き換えることを予定していたが、コストが膨れ上がり2005年に中止となった。1999年時点では、革新的な電気光学とレーダー技術の利用を提案していたボーイングが衛星の設計・製造を受注したが、コスト増加と計画遅延によりNROは受注をロッキードに切り替え、ボーイングのレーダー技術を核として再設計された。その後ロッキードとボーイングは衛星打ち上げ部門を統合し、2006年に合弁会社としてユナイテッド・ローンチ・アライアンスが設立され、USA-193もこの会社が打ち上げを請け負った。
USA-193の重量は5,000ポンド (2,268 kg)全長は15フィート (5 m)、全幅は8フィート (2 m)であり、デルタ IIによる打ち上げ限界に基づいて設計されている。レーダーアンテナを展開した状態では、バスケットボールのコートとほぼ同じ大きさとなる。

## 打ち上げと不具合の発生
USA-193は2006年12月14日にデルタ IIロケットを用いてヴァンデンバーグ空軍基地から打ち上げられた。軌道データは公表されていないが、アマチュア天文家の報告データに基づき軌道が計算されている。衛星は無事目標の軌道に投入されたものの、数時間後には地上設備との通信が失われた。
2008年1月末に匿名のアメリカ政府高官の発言として、あるアメリカの偵察衛星の軌道が減衰しており、数週間のうちに地表に墜落するものとみられるとのコメントが発表され、後にこの衛星がUSA-193であることが裏付けられた。アマチュア天文家はこの発表のはるか以前からこのような結末を予測していた。

## 有害物質の存在
アメリカ合衆国連邦緊急事態管理庁 (FEMA) は、衛星に有害物質であるヒドラジンとベリリウムが搭載されていることを発表した。原子力電池の一種である放射性同位元素熱電発電機が搭載されていると推測するメディアもあったがFEMAのレポートには記されていない。
アメリカ空軍の将軍は、衛星のパーツが破壊されないまま北アメリカ地域に再突入した場合を考慮する有事計画が策定されていることを認めた。宇宙損害責任条約に基づいて、アメリカ政府は自国が打ち上げたいかなる衛星を原因として引き起こされる破壊についても、それによる損害を補償する義務を有している。

## 破壊

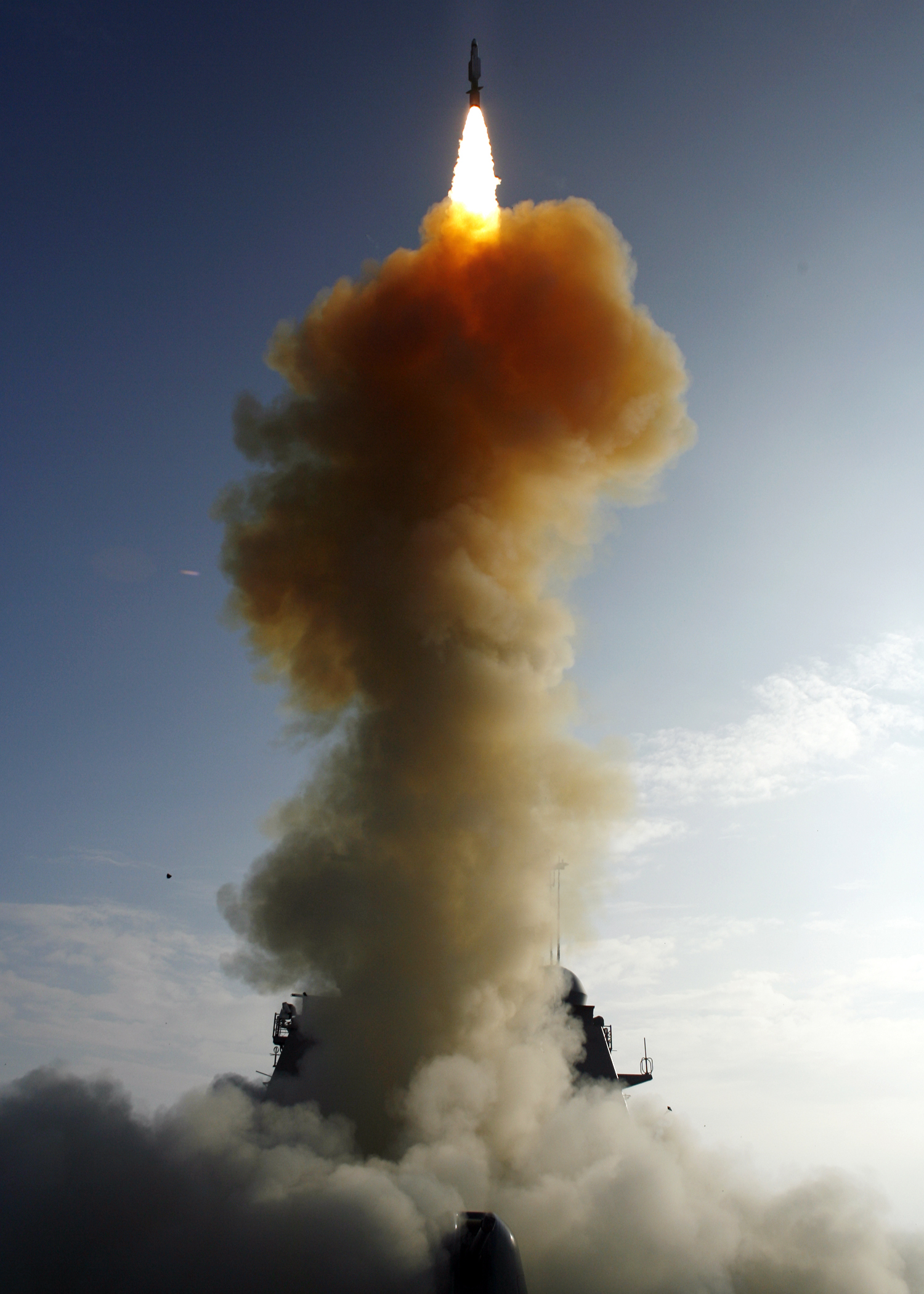
北太平洋上のミサイル巡洋艦レイク・エリーから発射されるSM-3ミサイル

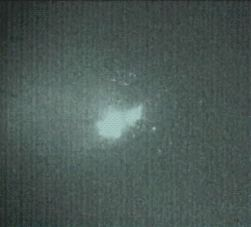
破壊の瞬間

USA-193の破壊計画は2008年1月4日に策定が開始され、2月12日にジョージ・W・ブッシュ大統領により承認された。この作戦に要する予算は4000から6000万ドルである。このタスクフォースの任務は、燃料タンクを破壊して、大気圏内に突入した場合に地上の人々を危険にさらす恐れのある有害な燃料であるヒドラジン約1,000ポンド (453 kg)を散消させる計画を策定することであった。
2月14日にアメリカ政府は公式にUSA-193を破壊することを発表した。衛星を破壊しないまま大気圏に再突入してヒドラジンが積載された燃料タンクが地上に激突すると、フットボール用フィールド二面分に有害な物質が拡散され、人命への危険が増加する可能性があるとした。アメリカ海軍が配備している弾道ミサイル防衛用のSM-3のソフトウェアを衛星攻撃用に一部改修し利用することも明らかにされた。
2月21日03:26 (GMT) に、1基のSM-3がタイコンデロガ級ミサイル巡洋艦レイク・エリーから太平洋上133海里 (247 km)の位置を速度17,500 mph (約28,000 km/h、7.8 km/s)で飛行する衛星に向け発射された。SM-3のキネティック弾頭は衛星と衝突し、国防総省は高い確率で燃料タンクが破壊されたと発表した。デブリの大半は24から48時間以内に、残りのデブリについても40日以内に大気圏に再突入し燃え尽きると予測されている。USA-193と同様にNROの偵察衛星であるNRO L-28の打ち上げは、破壊により発生したデブリを考慮して、「予防的な処置」として延期された。
政府関係者はこの破壊作戦が、衛星に用いられたハイテクノロジーを外国へ奪われるのを防ぐのが目的であったことは否定しているまた2007年に行われた中国による風雲1C衛星破壊実験とも何の関連もないと言明された。。アメリカ政府は2007年に中国が行った衛星破壊実験を批判していたものの、今回の衛星破壊とはそれとは比較されるものではないとしている。中国の実験では高度約800kmという安定した高軌道にある衛星が、衛星破壊を目的とする兵器により破壊され大量のスペースデブリが軌道にまき散らされた。USA-193については再突入直前に破壊したため、デブリの大半は再突入し燃え尽きるとみられた。

## 批判
USA-193の破壊に際して、ペンタゴンは繰り返しミサイル防衛計画との関連性を否定していた。ロバート・ゲイツ長官は、「このミッションの成功はアメリカのミサイル防衛システムの計画が現実的なものであることを示している」ものの、今回利用された「武器とシステムはASAT能力を引き続き維持することはなく、本来の目的である戦術的ミサイルとして再構成される」と述べている。
一方でロシア政府は、この衛星破壊がミサイル防衛計画の実験として行われたとみている。ロシア国防省は、ヒドラジンの危険性がASAT実験の隠蔽として用いられたと述べ、これまでに多くの衛星が破壊されないまま地上に落下していることと整合性がとれないとしている。
ニューヨーク・タイムズは、アメリカ国家安全保障会議のスポークスマンがこれまでの5年間で制御下にあるものを含め328の物体が軌道を外れていることを認めたとしている。
政府関係者はこれに反論し、USA-193に積載されていたヒドラジンの量が非常に多かったことを考慮すべきであるとしている。米戦略軍司令官のケビン・チルトン将軍によると、ホワイトハウスにおけるブリーフィングにおいてUSA-193の破壊がASATと結び付けられる可能性も考慮されたが、最終的にはブッシュ大統領が危険性の除去を優先し決定を下したと証言している。
衛星を破壊しなくともヒドラジンは危険がほとんどないほど拡散されただろうと考える者もいる。ある専門家は「問題のタンクは1立方メートルで400リットルのヒドラジンを含んでいる。公表された危険エリアは2ヘクタールで軌道下の1/10,000,000,000程度だ。実際に危害が生じる可能性は想像のつかないほど小さい。」と述べている。そもそもタンクは大気圏上部において燃え尽きるとする専門家もいる。
これまでに制御下にない衛星の大気圏再突入が引き起こした事件は2例存在する。1978年に発生したソビエト連邦の偵察衛星コスモス954号が墜落した際には、積載していた放射性物質がカナダ国土の広範囲にまき散らされ、ソ連政府は賠償を支払った。1979年のスカイラブ再突入の際には、西オーストラリアにデブリが落下した。損害は報告されなかったものの、ある自治体がアメリカ政府に「ゴミの散らかし」への罰金として400ドルを請求した。1978年時点では衛星攻撃兵器は実用化されておらず、世界初のASATであるソ連のIstrebitel Sputnikはスカイラブ落下の数日前に運用が発表されたばかりだった。

## カタログID
- 衛星カタログ番号: 29651[32]
- 国際衛星識別符号: 2006-057A[32]

## その他
- P78-1、1979年に打ち上げられた太陽コロナ観測衛星。観測器具の不具合が発生した後、1985年にアメリカ空軍のF-15に搭載されたASATであるASM-135により破壊された。
- 2007年の中国による人工衛星破壊実験

## 参照
1. 1 2 3 4 5 6 7 8  Pentagon news briefing of February 14, 2008 (video, transcript): although no name for the satellite is given, the launch date of 2006-12-14 is stated
2. ↑  “USA 193 spacecraft data”. National Space Science Data Center. 2011年2月18日閲覧。
3. ↑  “United Launch Alliance set for takeoff - Metro Denver Economic Development Corporation” (2008年). 2008年2月22日閲覧。[リンク切れ]
4. ↑  Wingfield, Brian (2008年2月21日). “A New Space Race?”. Forbes.  オリジナルの2013年1月2日時点におけるアーカイブ。 2011年2月18日閲覧。
5. ↑  Philip Taubman (2007年11月11日). “In Death of Spy Satellite Program, Lofty Plans and Unrealistic Bids”. The New York Times 2010年5月27日閲覧。
6. ↑  Taubman, Philip (2007年11月11日). “In Death of Spy Satellite Program, Lofty Plans and Unrealistic Bids”. The New York Times (The New York Times Company) 2008年2月20日閲覧。
7. ↑  “E-305 New Radar Capability”.   GlobalSecurity.org. 2008年2月20日閲覧。
8. ↑  Covault, Craig (2008年2月6日). “Falling Radar Satellite Adds to NRO Troubles”. Aviation Week (The McGraw-Hill Companies) 2008年2月23日閲覧。[リンク切れ]
9. ↑  “Satellite could plummet to Earth”. BBC News. (2008年1月27日) 2011年2月18日閲覧。
10. ↑  “U.S. Spy Satellite, Power Gone, May Hit Earth”. New York Times. (2008年1月27日) 2011年2月18日閲覧。
11. ↑  Ted Molczan (2007年1月27日). “USA 193 elements from observations”.   satobs.org. 2011年5月31日閲覧。
12. ↑  “The article you've requested is not available.”. (2008年) 2008年2月22日閲覧。 [リンク切れ]
13. ↑  Harris, Paul (2008年1月27日). “US warns out-of-control spy satellite is plunging to Earth”. The Guardian (London) 2008年2月22日閲覧。 {{cite news}}: 名無し引数「The Observer」は無視されます。 (説明); 名無し引数「World news」は無視されます。 (説明)⚠⚠
14. ↑  “Pentagon: Satellite Debris Not a Danger - New York Times”. The New York Times. (2008年) 2008年2月22日閲覧。 [リンク切れ]
15. ↑  “U.S. vows to pay for damage caused by satellite”. (2008年2月15日) 2008年2月22日閲覧。 {{cite news}}: 名無し引数「Reuters」は無視されます。 (説明); 名無し引数「Science」は無視されます。 (説明)⚠⚠
16. ↑  “The Associated Press: Satellite Shootdown Plan Began in Jan.”. (2008年).  オリジナルの2008年3月2日時点におけるアーカイブ。 2008年2月22日閲覧。
17. ↑  McIntyre, Jamie; Mount, Mike (2008年2月15日). “Attempt to shoot down spy satellite to cost up to $60 million”. CNN (CNN) 2011年2月5日閲覧。
18. 1 2 3  “DoD Succeeds In Intercepting Non-Functioning Satellite” (Press release). U.S. Department of Defense. 2008年2月20日. 2010年2月28日時点のオリジナルよりアーカイブ. 2008年2月20日閲覧.
19. ↑  “Officials: U.S. to try to shoot down errant satellite”. CNN. (2008年2月14日)
20. ↑  “Pentagon confident missile hit satellite fuel tank”.  CTV Television Network (2008年2月21日). 2008年2月21日閲覧。[リンク切れ]
21. ↑  “CNN: Navy missile hits satellite”. (2008年2月21日)
22. ↑  “Rocket Delayed to Avoid Space Debris”. USA Today. (2008年2月28日)
23. ↑  “Pentagon plans to shoot down disabled satellite”. Reuters. (2008年2月14日)
24. 1 2  BBC: US spy satellite plan 'a cover'
25. ↑  Chivers, Tom (2008年2月21日). “Out-of-control satellite destroyed over Pacific”. London: Telegraph 2011年2月28日閲覧。
26. ↑  “US spy satellite plan 'a cover'”. BBC News. (2008年2月17日)
27. ↑  New York Times: Satellite Spotters Glimpse Secrets, and Tell Them
28. ↑  James Oberg (2008年8月25日). “Assessing the hazards of space hydrazine, and the media reportage of it”. The Space Review A shorter version of this article was published as James Oberg (2008年8月1日). “U.S. Satellite Shootdown: The Inside Story”. IEEE Spectrum Online. 2011年5月31日閲覧。
29. ↑  Shachtman, Noah. “Experts Scoff at Sat Shoot-Down Rationale (Updated)”.   Wired.com. 2011年5月31日閲覧。
30. ↑  Yousaf Butt (2008年9月2日). “On the technical study of USA-193’s fuel tank reentry”. The Space Review Also Yousaf Butt (2008年8月21日). “Technical comments on the U.S. satellite shootdown”. Bulletin of the Atomic Scientists web edition  The NASA study was Atmospheric Reentry of a Hydrazine Tank by Robert L. Kelley and William C. Rochelle.
31. ↑  Hannah Siemer. "Littering fine paid". The Esperance Express, 17 April 2009.
32. 1 2  CelesTrak: SATCAT search